# Arénig

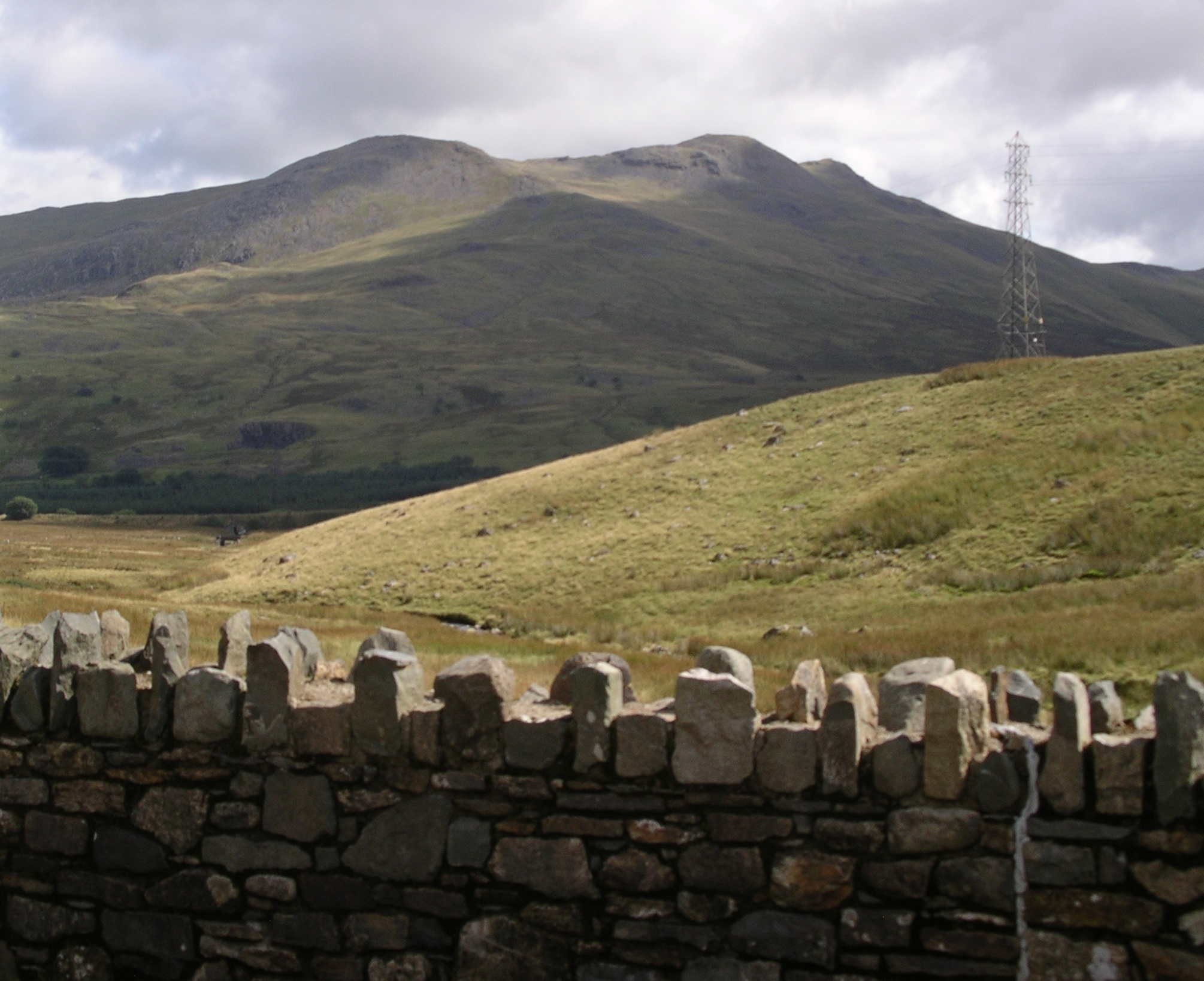
Les monts Arenig, reliefs du Pays de Galles ayant servi de référence pour la description de cet étage géologique.

Arenig est, en géologie, la désignation ancienne d'un étage de l'Ordovicien inférieur. Elle n'est plus utilisée et la stratigraphie actuelle, ratifiée en 2009 par la Commission internationale de stratigraphie, l'a incorporée dans les étages Floien, Dapingien et Darriwilien (ces deux derniers étant classés dans l'Ordovicien moyen).

## Historique
Le terme a été créé en 1852 par Adam Sedgwick, d'après des terrains du Pays de Galles.